# Муйредах мак Брайн (умер в 818)

Ирландия в VIII — первой трети IX века

Муйредах мак Брайн (др.‑ирл. Muiredach mac Brain; умер в 818) — король-соправитель Лейнстера (805—806 и 808—818) из рода Уи Дунлайнге. Правил совместно со своим троюродным братом Муйредахом мак Руадрахом.

## Биография
Муйредах был одним из сыновей правителя Лейнстера Брана Ардхенна. Септ, к которому принадлежал Муйредах, назывался в честь его деда Уи Муйредайг. Резиденция его правителей находилась в Майстиу (современном Муллагмасте).
Король Бран Ардхенн был жестоко убит в 795 году вместе со своей супругой Эйтн. Организатор этого убийства, Финснехта Четырёхглазый, овладел лейнстерским престолом и беспрепятственно правил королевством до 804 года. Однако в этом году он вступил в конфликт с верховным королём Ирландии Аэдом Посвящённым из рода Кенел Эогайн. В этом и в следующем годах верховный король несколько раз вторгался в Лейнстер. Во время последнего похода, совершённого в 805 году, Аэд изгнал Финснехту из королевства. Тот нашёл убежище при дворе коннахтского короля Муиргиуса мак Томмалтайга. На лейнстерский же престол верховный король возвёл Муйредаха мак Руадраха из септа Уи Фаэлайн и его троюродного брата Муйредаха мак Брайна. Они совместно начали править королевством, однако уже в 806 году Финснехта с помощью войска, предоставленного ему правителем Коннахта, вторгся в Лейнстер. Свергнутый король разбил в сражении войско, возглавлявшееся Муйредахом мак Руадрахом и его братом Диармайтом. Эта победа позволила Финснехте восстановить свою власть над лейнстерскими землями.
Финснехта Четырёхглазый умер в 808 году, и лейнстерский престол снова перешёл к Муйредаху мак Руадраху. Муйредах мак Брайн не упоминается в королевских списках, сохранившихся в «Лейнстерской книге», где единоличным правителем королевства назван Муйредах мак Руадрах. Однако в ирландских анналах он назван королём-соправителем (др.‑ирл. leth-ri).
В анналах сообщается о состоявшемся в 814 году сражении между войском, возглавляемым неназванными по именам сыновьями Брана Ардхенна, и войском Уи Хеннселайг (Южного Лейнстера) во главе с королём Каталом мак Дунлайнге. Победу в сражении одержали сыновья Брана Ардхенна, которыми, как предполагается, были Муйредах мак Брайн и его брат Келлах.
Муйредах мак Брайн скончался в 818 году. Несмотря на попытку верховного короля Ирландии Аэда Посвящённого возвести на престол Лейнстера новых правителей, называемых в анналах «внуками Брана Ардхенна», Муйредах мак Руадрах сумел сохранить за собой власть и стать единоличным властителем королевства.
Два сына Муйредаха мак Брайна, Туатал и Дунлайнг, также как и их отец, были правителями всего Лейнстера. Ещё один сын Муйредаха, умерший в 847 году Артур, назван в ирландских анналах королём Иартайр Лифи (западной части долины реки Лиффи).